# Halalaimus ciliocaudatus
Halalaimus ciliocaudatus är en rundmaskart som beskrevs av Allgen 1932. Halalaimus ciliocaudatus ingår i släktet Halalaimus och familjen Oxystominidae. Inga underarter finns listade i Catalogue of Life.